# Silent Hill: Origins
Silent Hill: Origins — видеоигра в жанре survival horror для PlayStation Portable, пятая часть в серии Silent Hill. Разработана Climax Studios и издана Konami в ноябре 2007 года. В марте 2008 года была переиздана для PlayStation 2. Сюжетно является приквелом первой игры серии.

## Игровой процесс
Геймплей во многом остался схожим с предыдущими играми серии. Игрок исследует окружающую среду и места действия, ища ключи и подсказки, чтобы найти Алессу и вспомнить своё прошлое. Но есть и существенные изменения в игровом процессе. Теперь геймплей во многом опирается на борьбу с монстрами и разгадывание головоломок. В игре имеется огнестрельное и холодное оружие. Также в ближнем бою можно использовать различные бытовые предметы, что является нововведением. Если оружия нет, Трэвис может использовать свои кулаки. Ещё одна новая функция позволяет игроку быстро переключать оружие с помощью D-Pad. Трэвис может повернуть голову к предметам и подсказкам, чтобы сообщить игроку, что объект может быть поднят. В игре используется камера от третьего лица с перемещением ракурсов. Для проверки состояния здоровья Трэвиса игрок должен зайти в инвентарь, так как в игре нет Head-Up Display. Однако, если здоровье Трэвиса в критическом состоянии, края экрана начнут пульсировать красным цветом и будет слышно его сердцебиение. В «альтернативную» реальность можно попасть только с помощью зеркал, встречающихся в разных районах города. В конце игры открываются секретное оружие и бонусные костюмы для Трэвиса, в зависимости от достижений в игре.

## Сюжет
Главный герой — дальнобойщик Трэвис Грэйди во время перевозки очередного груза через пустынное шоссе, проходящее через маленький городок Сайлент Хилл, замечает на дороге маленькую девочку и резко тормозит. Обнаружив, что она убежала вперёд по дороге, Трэвис, удивлённый её поведением, идёт за ней и находит горящий дом. Внутри он обнаруживает обгоревшее тело девочки и пытается её спасти, но внезапно раздаётся вой сирены и герой теряет сознание.
Очнувшись на улице города, он первым делом находит больницу и решает узнать о состоянии девочки. Внутри он встречает доктора Кауфмана, утверждающего, что никакую девочку сюда не привозили, но Трэвис не верит ему и решает найти её. Вскоре, увидев девочку в отражении зеркала, Трэвис случайно попадает в альтернативный мир, полный монстров и с трудом находит из него выход.
Путешествие по следам девочки в поисках ответов пробуждает в голове Трэвиса мучительные воспоминания о собственном детстве. Путешествуя по санаторию, Трэвис встречает уродливую версию собственной матери, пытающейся в детстве убить героя, считая, что он Дьявол. На месте её трупа он находит первую часть артефакта Флаурос — Частицу Памяти. Потом он попадает в театр, где встречает огромное существо «Калибан» и побеждает его, а после возле его трупа находит вторую часть артефакта — Частицу Лжи. Затем он попадает в отель, где вспоминает самоубийство собственного отца и находит его изуродованный городом образ. Победив его, он находит третий кусок артефакта — частицу Истины. Соединив воедино все части, Трэвис переносится в альтернативную версию города и проясняет некоторые детали происходящего.
На самом деле всё его путешествие было сформировано Алессой, а точнее её призраком. Она использовала Трэвиса, чтобы тот, проходя через призму собственных страхов помог ей высвободить свою ослабевшую силу, чтобы воспротивиться действиям матери, вознамерившейся использовать девочку для пробуждения бога. Тем не менее, вскоре Трэвис, проходя через кошмарную версию города, встречает освобождённого из Флароса демона и побеждает его, тем самым позволяя Алессе привести в исполнение её план. Дальше следует одна из концовок.

### Концовки
Всего в Silent Hill: Origins три концовки, причём одну из них можно получить, пройдя игру во второй раз.
- Хорошая — каноничная концовка. Победив демона, Трэвис бежит к грузовику и покидает на нём город. За его действиями вдалеке следит Алесса, держа в руке младенца — её вторую часть души. После титров следует диалог, в котором выясняется, что младенца вскоре находит Гарри Мейсон — главный герой первой части игры.
- Плохая — неканоничная концовка, для её открытия нужно пройти игру, убив не менее 100 монстров. После победы над демоном, Трэвис оказывается в психушке прикованным к кровати, корчась от собственных кошмарных видений. Вскоре становится понятно, что герой страдает психическими расстройствами, вызванными произошедшим с его родителями, что превратило его в маньяка-убийцу, и все те образы, что видел герой в городе, в том числе монстра Мясника — отражения его сущности. За ним наблюдают сектанты, решившие использовать дальнобойщика в своих собственных целях.
- Концовка НЛО — традиционная юмористическая концовка серии. Для её получения необходимо во втором прохождении найти ключ от 502 комнаты отеля. Открыв её, Трэвис встречает пришельцев, приглашающих героя отправиться с ним в путешествие, и принимает их предложение.

## История создания

Кадр из ранней версии игры. Показанный в кадре монстр впоследствии из игры был убран.

Перед выходом фильма «Сайлент Хилл» в 2006 году ходили слухи, что Konami намеревается сделать ремейк первой игры серии (Silent Hill), в котором главный герой Гарри Мэйсон был бы заменен главной героиней фильма Роуз Да Сильва. Эти слухи были подстегнуты интервью с режиссёром фильма Кристофом Ганом и просочившимся в интернет списком дат выхода будущих игр Konami, среди которых была и некая «Silent Hill: Original Sin» для PlayStation Portable. Продюсер Origins Уильям Оретель позже подтвердил, что идея ремейка обсуждалась Konami, но была отвергнута.
Silent Hill: Origins была впервые представлена на E3 2006. Первые показы игры демонстрировали очень непохожий на прочие игры серии геймплей, скорее напоминающий Resident Evil 4 как минимум положением камеры за плечом героя, хотя Ортель и подчёркивал: «мы не собираемся делать шутер от первого лица». У Трэвиса в ранней версии было шесть видов оружия: три холодных (лопата, монтировка, кувалда) и три огнестрельных (пистолет, магнум и дробовик). Были также планы ввести для пистолета Трэвиса лазерный прицел (как в Resident Evil 4) и систему баррикад, позволяющую ему преграждать монстрам путь с помощью подручных предметов. Предполагалась, что игра выйдет в конце 2006 года.
Origins стала первой игрой в серии Silent Hill, созданной не собственной студией-разработчиком Konami — Team Silent, а сторонней студией — Climax Group. Тем не менее, созданием игровой музыки занимался постоянный композитор серии Акира Ямаока.
В октябре 2006 года команда работавших над игрой разработчиков из американского отделения Climax, работавших над Origins была отстранена от её создания, что способствовало слухам о развале разработки из-за неумелой организации и «нереальных сроков разработки». Ожидалось, что финальная версия игры будет очень короткой — лишь «три-четыре часа игры». Разработка игры продолжилась уже в британском отделении Climax — по официальным заявлениям, ради того, чтобы итоговый продукт был похож на предыдущие игры серии. Сроки выхода игры соответственно были сдвинуты. Поздние превью разрабатываемой игры демонстрировали геймплей, полностью повторяющий игровой процесс предыдущих игр в серии. Тем не менее, эти изменения получили положительную оценку критики.
19 августа 2007 года в интернет просочилась демоверсия игры. Climax Group заверила, что не имеет никакого отношения к этой утечке. В ноябре 2007 года игра была выпущена в Северной Америке и Европе, а в декабре состоялся релиз в Японии и Австралии. Японская версия игры носила название Silent Hill Zero.

### Версия для PlayStation 2
В начале декабря 2007 года появились слухи о возможном переносе Silent Hill: Origins на платформу PlayStation 2, с целью расширить аудиторию игры. Назывались и предполагаемые сроки выхода — март 2008 года. Кто именно будет заниматься портированием, было неизвестно, но предполагалось, что это будет все та же Climax Group — из попавшего в сеть отчета Climax Group следовало, что они занимаются неким грядущим проектом из серии Silent Hill для PlayStation 2.
В начале января 2008 года Amazon.com начала принимать заказы Silent Hill: Origins для консоли PlayStation 2, даже несмотря на то, что ни Konami, ни Climax Group ещё не делали официальных подтверждений о разработке игры и о сроках выхода.
Наконец, 22 января 2008 года Konami официально подтвердила, что PlayStation 2 версия находится в стадии разработки. Выход игры на PlayStation 2 в США состоялся 5 марта 2008; в Европе — 15 мая 2008.

## Музыка
Все музыкальное сопровождение к игре было написано Акирой Ямаокой. Альбом Silent Hill Zero Original Soundtrack, содержащий 26 избранных треков из игры, был выпущен в Японии 25 января 2008 года.
| №                   | Название                                                  | Длительность |
| ------------------- | --------------------------------------------------------- | ------------ |
| 1.                  | «Shot Down In Flames» (совместно с Мэри Элизабет МакГлин) | 3:59         |
| 2.                  | «Meltdown»                                                | 3:13         |
| 3.                  | «Evil Appetite»                                           | 2:05         |
| 4.                  | «Wrong Is Right»                                          | 2:25         |
| 5.                  | «Not Tomorrow 3»                                          | 1:42         |
| 6.                  | «Monster Daddy»                                           | 2:26         |
| 7.                  | «King Of Adiemus»                                         | 2:28         |
| 8.                  | «Don’t Abuse Me»                                          | 1:39         |
| 9.                  | «Underworld 4»                                            | 3:06         |
| 10.                 | «Acid Horse»                                              | 2:10         |
| 11.                 | «O.R.T.» (совместно с Мэри Элизабет МакГлин)              | 4:23         |
| 12.                 | «Insecticide»                                             | 2:11         |
| 13.                 | «Raw Power»                                               | 1:16         |
| 14.                 | «A Million Miles»                                         | 1:31         |
| 15.                 | «Battle Drums»                                            | 2:17         |
| 16.                 | «The Wicked End»                                          | 2:17         |
| 17.                 | «Blow Back» (совместно с Мэри Элизабет МакГлин)           | 3:13         |
| 18.                 | «Real Solution»                                           | 2:55         |
| 19.                 | «The Healer»                                              | 2:52         |
| 20.                 | «Snowblind»                                               | 2:00         |
| 21.                 | «Behind the Wall of Sleep»                                | 2:19         |
| 22.                 | «Drowning»                                                | 2:25         |
| 23.                 | «Murder Song 'S'»                                         | 3:04         |
| 24.                 | «Not Tomorrow 4»                                          | 2:15         |
| 25.                 | «Theme of Sabre Dance»                                    | 1:33         |
| 26.                 | «Hole In The Sky» (совместно с Мэри Элизабет МакГлин)     | 4:10         |
| Общая длительность: | Общая длительность:                                       | 65:54        |

## Оценки
| Сводный рейтинг    | Сводный рейтинг | Сводный рейтинг |
| Издание            | Оценка          | Оценка          |
| Издание            | PS2             | PSP             |
| ------------------ | --------------- | --------------- |
| GameRankings       | 72,41 %         | 78,10 %         |
| Metacritic         | 70 / 100        | 78 / 100        |
| Иноязычные издания |                 |                 |
| Издание            | Оценка          | Оценка          |
| Издание            | PS2             | PSP             |
| GameSpot           | 6,0 / 10        | 6,5 / 10        |
| GameSpy            | 4 / 5           | 3,5 / 5         |
| GameTrailers       | 7,7 / 10        | 7,7 / 10        |
| IGN                | N/A             | 8 / 10          |

Игра была принята игровой критикой скорее положительно, хотя и получила довольно посредственные по сравнению с прочими играми оценки. В частности, авторитетный игровой ресурс Gamespot выставил ей лишь 6,5 баллов, раскритиковав вторичность Silent Hill: Origins и нежелание разработчиков отклоняться от стандартной формулы Silent Hill.